# Friedrich Julius Schilsky
Friedrich Julius Schilsky (1848 – 1912) è stato un entomologo tedesco.

## Biografia
Era segretario della Società Entomologica di Berlino. Le sue opere principali erano un catalogo di coleotteri native delle Germania: Systematisches Verzeichnis der Käfer Deutschlands, con l'aggiunta di Berücksichtigung ihrer geographischen Verbreitung. Zugleich ein Käfer-Verzeichnis der Mark Brandenburg (Berlino, 1888). Nel 1894 continuò Die Käfer Europas, iniziato da Heinrich Carl Küster (1807-1876), seguito brevemente da Ernst Gustav Kraatz (1831-1909) e Ernest August Hellmuth von Kiesenwetter (1820-1880). Schilsky, ha scritto i diciassette volumi (completati nel 1911). Le sue collezioni sono contenuti presso il Museum für Naturkunde di Berlino.